# Hydrozele
Als Hydrozele oder Wasserbruch (von altgriechisch ὕδωρ, ὕδατος hydor, hydatos, deutsch ‚Wasser‘, und κήλη, Bruch) wird die Ansammlung seröser Flüssigkeit in einer Körperhöhle bezeichnet. Die häufigste Form einer Hydrozele ist eine Hydrocele testis, eine Flüssigkeitsansammlung um einen Hoden im Skrotalfach. Eine Hydrozele kann einseitig oder beidseits auftreten. Bei einer septierten bzw. gekammerten Hydrozele besteht die Hydrozele aus mehreren Kammern, welche durch Scheidewände (Septen) voneinander getrennt sind.
Abzugrenzen ist ein Ödem mit Flüssigkeitsansammlung in den Skrotalhüllen.

## Formen
Nach Lokalisation der Flüssigkeit können unterschieden werden:
- Hydrocele testis, Flüssigkeit um den Hoden
- Hydrocele funiculi, Flüssigkeit entlang des Samenstranges
- Hydrocele vaginalis communicans, Flüssigkeit auch entlang des Samenstranges im Bauchverlauf
- Hydrocele multilocularis, Flüssigkeit an mehreren der genannten Stellen[1]
- Hydrocele processus vaginalis, Hydrozele des Nuck-Kanals[2][3][4]
- Hydrozele abdominoscrotalis, Flüssigkeit im Hodensack und in großen Zysten innerhalb des Bauchraums[5]

## Entstehung
Eine Hydrozele kann angeboren oder erworben sein.

### Angeborene Hydrozele
Bei einer angeborenen Hydrozele liegt ein unvollständiger Verschluss (Obliteration) des Processus vaginalis testis vor. Es handelt sich dabei um eine fingerförmige Ausstülpung des Bauchfells, die den Hoden bei seiner Wanderung – dem Descensus testis – aus der Bauchhöhle in den Hodensack begleitet.
Der Processus vaginalis verödet in der Regel bald, nachdem der Hoden das Skrotum erreicht hat – mit Ausnahme des dem Hoden anliegenden Bereichs, der als Tunica vaginalis testis oder seröse Hodenhülle diesen umschließt. Bei Nichtverödung kommuniziert er mit dem Bauchraum und füllt sich mit Flüssigkeit. Es kann auch zu einem Vorfall von Darm in den offenen Processus kommen, dieses wird dann als indirekter Leistenbruch bezeichnet. Eine Hydrozele entsteht schließlich durch ein Ungleichgewicht zwischen Sekretion und Resorption der Serosa. Ein persistierender Processus vaginalis tritt bei 80 bis 90 % der Neugeborenen und etwa 20 % der Erwachsenen auf. Eine Hydrozele entsteht bei etwa 6 % der Neugeborenen.

### Erworbene Hydrozele
Die Entstehungsgeschichte einer erworbenen Hydrozele ist noch nicht bis ins Detail geklärt. Entzündungen des Hodens, Nebenhodens und Samenstranges, Hodentorsionen, Leistenbrüche, Tumoren sowie stumpfe Gewalt spielen hier eine Rolle. Sie kann auch nach der Operation einer Varikozele oder eines Leistenbruchs auftreten.

## Diagnostik

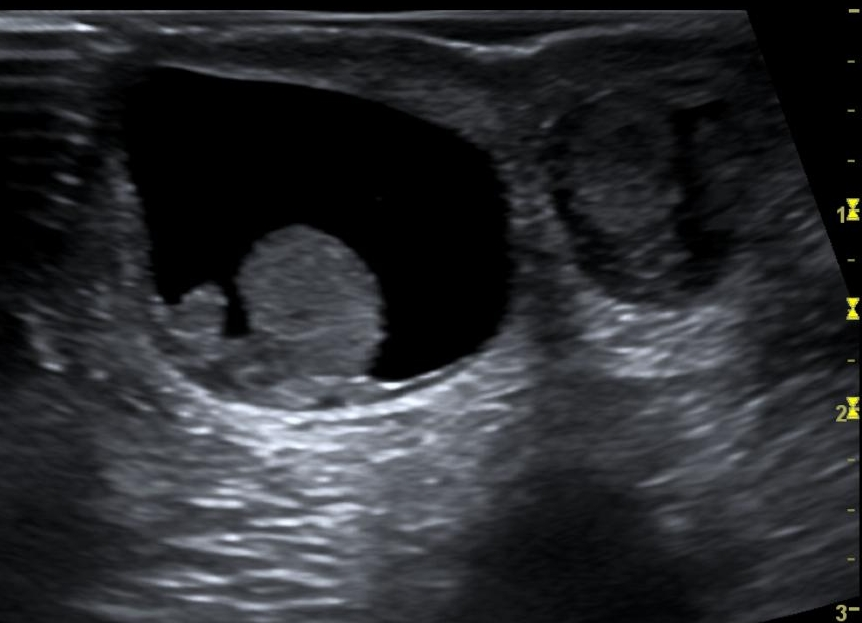
Ultraschall des Scrotums mit rechtsseitiger Hydrocele testis, 2 Monate altes Kind

Neben der körperlichen Untersuchung mit Inspektion und Palpation ist eine zuverlässige Abgrenzung von Hodentumoren, Blutergüssen und Elephantiasis vor allem mittels Ultraschall möglich.  Die Hydrozele zeigt sich in einer meist schmerzlosen Volumenzunahme des Hodensacks ohne Anzeichen einer Entzündung. Bei stärkerer Volumenzunahme kann Druck- oder Schweregefühl auftreten. In der Sonografie zeigt sie sich als echoferier Raum, bei entzündlich bedingten Hydrozelen können scheidewandähnliche Fibrinstränge auftreten. Bei einer geringen Flüssigkeitsmenge („schlaffe Hydrozele“) ist der Hoden frei beweglich, bei einer stärkeren („straffe Hydrozele“) liegt er randständig. Die Durchblutung ist nicht beeinträchtigt. Bei längerem Bestehen kann es zu einer Schrumpfung (Atrophie) des Hodens kommen.
Die früher angewendete Diaphanoskopie, bei der eine Kaltlichtquelle auf das Skrotum aufgesetzt wird, spielt in der Diagnostik nur noch eine untergeordnete Rolle.

## Therapie
Eine ausgedehnte angeborene Hydrozele, bei Verdacht auf einen Begleit-Leistenbruch oder eine abdominalskrotale Hydrozele werden prinzipiell operativ versorgt, da hier die Gefahr eines Darmvorfalles (Hernie) mit der Komplikation der Einklemmung besteht. Hierbei wird der offene Processus vaginalis abgetragen und am inneren Leistenring verschlossen. Allerdings muss bei weniger stark ausgeprägten Hydrozelen keine Operation vorgenommen werden, da die Erkrankung einen gutartigen Charakter besitzt und bei Hoden normaler Größe keinerlei Tendenzen zu einem bösartigen Verlauf zeigt. Bei einigen Patienten bildet sich die Hydrozele im Laufe der Zeit teilweise zurück, so dass bei Kindern unter einem Jahr zunächst abgewartet werden kann. Komplikationen bei operativer Korrektur sind Serome, Blutungen oder Rezidive.
Erworbene Hydrozelen können operativ entfernt werden, wenn sie Beschwerden verursachen oder aufgrund ihrer Größe eine Beeinträchtigung darstellen. Die Entfernung eines Wasserbruchs wird als Hydrozelenabtragung bezeichnet, wobei je nach Lokalisation unterschiedliche Operationstechniken angewandt werden können. Der Zugang erfolgt über einen Schnitt in der Leiste oder in der Hodensackwand. Bei der Operation werden die Hodenhüllen abgetragen (OP nach von Bergmann) oder umgeschlagen (OP nach Winkelmann/Jaboulay bei kleineren Hydrozelen sowie OP nach Lord). Grundprinzip aller Operationstechniken ist eine Marsupialisation der Hydrozele und ein Anschluss an den Lymphabfluss des Hodensacks zur Verhinderung von erneuten Flüssigkeitsansammlungen. Die Hydrozele wird möglichst weit vom Nebenhoden und ohne Eröffnung präpariert, Hodengefäße und Samenleiter müssen unbedingt geschont, Blutungen sorgsam gestillt werden. Eine abschließende Fixierung des Hodens (Orchidopexie) ist zumeist nicht erforderlich
Eine Punktion zeigt in der Regel keinen längerfristigen Erfolg. Allerdings kann auch eine Heilung (durch Selbstverkleben des eiweißhaltigen Bruchs) nach mehreren Punktionen ohne operativen Eingriff erfolgen. Eine Verödung (Sklerosierungstherapie) kann bei abgeschlossener Familienplanung erwogen werden, da kein Narkoserisiko besteht und sie ambulant durchgeführt werden kann. Zur Sklerosierung wurden Tetrazykline, Polidocanol, Phenol, Antazolin und Natriumtetradecylsulfat eingesetzt.

## Hydrozele bei Tieren
In der Tiermedizin sind Hydrozelen sehr selten. Eine Hydrozele kann gelegentlich bei Hengsten auftreten. Die Ursache ist zumeist unbekannt (idiopathisch), sie kann aber auch nach Traumen, durch Parasiten (Setaria equina, Strongylus edentatus, Großer Leberegel und Cysticercus tenuicollis) oder Entzündungen entstehen. Zumeist wird in der Tiermedizin eine Kastration durchgeführt. Auch beim Bullen, Eber und beim Rüden ist sie beschrieben.